# Järveküla
Järveküla är en by i Estland. Den ligger i Rae kommun och i landskapet Harjumaa. Antalet invånare var 986 år 2011.
Järveküla ligger 41 meter över havet och  terrängen runt byn är platt. Den ligger vid Ülemistesjön. Runt Järveküla är det ganska glesbefolkat, med 36 invånare per kvadratkilometer. Närmaste större samhälle är Tallinn, 7 km norr om Järveküla. Omgivningarna runt Järveküla är en mosaik av jordbruksmark och naturlig växtlighet.